# علي أباد (أصفهان)
علي أباد هي قرية في مقاطعة أصفهان، إيران. عدد سكان هذه القرية هو 12 في سنة 2006.